# 小孔蟾魚屬
小孔蟾魚屬（学名：Halophryne），為輻鰭魚綱蟾魚目蟾魚科的其中一属。

## 下属物种
- 橫帶小孔蟾魚 Halophryne diemensis
- 哈氏小孔蟾魚 Halophryne hutchinsi
- 白斑小孔蟾魚 Halophryne ocellatus
- 昆士蘭小孔蟾魚 Halophryne queenslandiae